# Вітув (Ленчицький повіт)
Вітув (пол. Witów) — село в Польщі, у гміні Пйонтек Ленчицького повіту Лодзинського воєводства.
Населення — 116 осіб (2011).
У 1975-1998 роках село належало до Плоцького воєводства.

## Демографія
Демографічна структура станом на 31 березня 2011 року:
|          | Загалом | Допрацездатний вік | Працездатний вік | Постпрацездатний вік |
| -------- | ------- | ------------------ | ---------------- | -------------------- |
| Чоловіки | 55      | 5                  | 40               | 10                   |
| Жінки    | 61      | 4                  | 32               | 25                   |
| Разом    | 116     | 9                  | 72               | 35                   |